# Yunnan Nuzi Paiqiu Dui
Lo Yunnan Nuzi Paiqiu Dui (云南女子排球队S, Yúnnán Nǚzǐ Páiqiú DuìP) è una società pallavolistica femminile cinese con sede a Chuxiong, militante nel massimo campionato cinese, la Volleyball League A.

## Storia
Lo Yunnan Nuzi Paiqiu Dui prende parte al campionato cinese si dalla sua fondazione, nel 1996: esordisce tuttavia nella seconda divisione nazionale, la Chinese Volleyball League B, dove milita per due annate, prima di ottenere nel 1998 la promozione in Volleyball League A. Nella stagione 1998-99 si classifica al settimo posto, che resta il miglior risultato della formazione nelle quattro annate trascorse in massima serie, concluse nel 2002.
Dopo tre campionati in serie cadetta, nel 2005 lo Yunnan centra ancora una promozione nella prima divisione nazionale, dove milita fino al campionato 2006-07, quando retrocede in seguito al tredicesimo posto in classifica. Questa volta la permanenza in Chinese Volleyball League B è di ben otto annate, durante le quali non bastano diversi primi posti per ritornare nel massimo campionato campionato cinese, risultato raggiunto solo nel 2015, dopo la vittoria al challenge match contro il Guangdong Hengda Nuzi Paiqiu Julebu.

## Rosa 2015-2016
| N° | Nome           | Ruolo | Data di nascita   | Nazionalità sportiva |
| -- | -------------- | ----- | ----------------- | -------------------- |
| 1  | Pu Rou         | C     | 16 febbraio 1992  | Cina                 |
| 2  | Zhashilamu     | C     | 1º giugno 1991    | Cina                 |
| 3  | Liu Mengya     | S/O   | 2 dicembre 1988   | Cina                 |
| 4  | Lei Yanxi      | C     | 20 gennaio 1995   | Cina                 |
| 5  | Che Rui        | P     | 24 febbraio 1993  | Cina                 |
| 6  | He Qiulan      | S     | 23 maggio 1995    | Cina                 |
| 7  | Zhang Xian     | L     | 16 marzo 1985     | Cina                 |
| 8  | Sun Fanqiong   | S     | 27 novembre 1992  | Cina                 |
| 9  | Bai Ruiqi      | P     | 8 dicembre 1983   | Cina                 |
| 10 | Liu Hangcheng  | S     | 27 dicembre 1997  | Cina                 |
| 11 | Chen Jing      | S     | 9 maggio 1997     | Cina                 |
| 12 | Shu Zhijia     | L     | 10 dicembre 1996  | Cina                 |
| 13 | Alaina Bergsma | S/O   | 30 marzo 1990     | Stati Uniti          |
| 14 | Chen Yina      | S     | 21 settembre 1987 | Cina                 |
| 15 | Xu Dongyan     | S     | 21 dicembre 1996  | Cina                 |
| 16 | Dao Mei        | C     | 23 agosto 1997    | Cina                 |
| 17 | Zhao Yuyan     | C     | 13 settembre 1997 | Cina                 |
| 18 | Li Xiaofeng    | S     | 8 novembre 1997   | Cina                 |
| 19 | Xu Qifeng      | C     | 7 maggio 1983     | Cina                 |
| 20 | Cheng Ziyu     | S     | 1º gennaio 1989   | Cina                 |